# Andra internationella dövlärarkonferensen
Andra internationella dövlärarkonferensen var (trots namnet) det första internationella mötet för lärare för hörselskadade, och hölls i Milano 1880. Den kallas också Milanokonferensen. Efter att kongressen hölls 6-11 september 1880, förklarade man att muntlig undervisning skulle användas i stället för teckenspråk i skolan. Efter 1880 infördes därmed muntlig undervisning i skolorna i Europa och USA.
I juli 2010 tog man i Vancouver, under 21:a internationella dövlärarkonferensen, avstånd från alla beslut på 1880 års kongress.

## Delegater
164 delegater deltog. Av dem var bara James Denison själv döv. Abbe Guilio Tarra ledde kongressen.
| Nationalitet   | Antaler delegater |
| -------------- | ----------------- |
| Italien        | 87                |
| Frankrike      | 53                |
| Storbritannien | 8                 |
| USA            | 5                 |
| Sverige        | 3                 |
| Belgien        | 1                 |
| Tyskland       | 1                 |

Övriga deltagares nationalitetet är okända.

### Fotnoter
1. ↑  
Tucker, James. ICED 2010 Update Arkiverad 27 juni 2012 hämtat från the Wayback Machine., 19 augusti 2010. Läst 7 juni 2012.